# Dingdong
Dingdong (kinesiska: 定东, 定东乡) är en socken i Kina. Den ligger i provinsen Guizhou, i den sydvästra delen av landet, omkring 69 kilometer öster om provinshuvudstaden Guiyang. Antalet invånare är 5017. Befolkningen består av 2 480 kvinnor och 2 537 män. Barn under 15 år utgör 23,0 %, vuxna 15-64 år 65 %, och äldre över 65 år 11,0 %.